# Бухи
Бухи (Buhi) е езеро край град Бухи в провинция Камаринес Сур във Филипините.
Площта му е 18 км2 и има средна дълбочина от 8 метра. Езерото е разположено в долина, формирана от двата древни вулкана Маунт Ирига (известен и като Маунт Асог) и Маунт Малинао. Езерото датира от 1641 година вследствие земетресение, причинило свличавено на Маунт Асог и довело до образуването на естествена язовирна стена, блокираща оттока на близко разположените потоци. Според друга теория това се е случило в резултат от изригването на вулкана Асог, който понастоящем е неактивен.
Езерото е известно, тъй като е сред много малкото водоеми, в които вирее Mistichthys luzonensis – най-малката риба от стопанско значение (с размери, достигащи до 2,5 см).
Езерото Бухи е и дом на други водни организми като Redigobius bikolanus, Channa striata, Anabas testudineus, Hemiramphus sp., Strophidon sathete, Clarias sp. Други рибни видове са интродуцирани в езерото с цел развиването на рибната индустрия, например Oreochromis niloticus, Oreochromis mossambicus, Cyprinus carpio.
Горите, които обграждат езерото, са дом на най-малко 25 вида птици, сред които пет ендемични вида: филипинският кълвач-пигмей (Dendrocopos maculatus), филипинският висящ папагал (Loriculus philippensis), белоухият кафяв гълъб (Phapitreron leucotis), както и Hypothymis azurea и Pardaliparus elegans. Други животински видове, обитаващи горите, са летящите гущери от род Draco, гущерите от семейство Сцинкови, вараните от вида Varanus marmoratus, цивети, прилепи и филипинският дългоопашат макак (Macaca fascicularis).
Днес езерото е основен водоизточник за водноелектрическа централа на Националната електрическа корпорация на Филипините. ВЕЦ-ът, пуснат в експлоатция на 1 септември 1957 година, има инсталиран капацитет от 1.8 мегавата. Езерото се използва и от Националната служба по иригация за напояването на територия от най-малко 100 км2 край град Ирига и градовете надолу по течението.

## Галерия
- Въздушна снимка на езерото
- Пътническа лодка в езерото
- Вулканични скали на брега
- Един от притоците на езерото, река Барит
- Плаващи вили в езерото Бухи